# Cerceda
Cerceda ist eine spanische Gemeinde in der Autonomen Gemeinschaft Galicien. Cerceda ist auch eine Stadt und eine Parroquia sowie der Verwaltungssitz der gleichnamigen Gemeinde. Die 5.085 Einwohner (Stand: 2024), leben auf einer Fläche von 111,27Km2, 26,4 km von der Provinzhauptstadt A Coruña entfernt.

## Bevölkerungsentwicklung der Gemeinde
Quelle:INE-Archiv - grafische Aufarbeitung für Wikipedia

## Gemeindegliederung
Die Gemeinde Cerceda ist in sechs Parroquias gegliedert:
| Parroquias  | Patrozinium | Einwohner 2024 | Fläche km² | Dichte Einw./km² | Höhe msnm | Ortskennzahl |
| ----------- | ----------- | -------------- | ---------- | ---------------- | --------- | ------------ |
| Cerceda     | San Martiño | 2.048          | 21,20      | 97               | 330       | 15024010000  |
| As Encrobas | San Román   | 447            | 21,31      | 21               | 279       | 15024020000  |
| Meirama     | Santo André | 347            | 6,50       | 53               | 229       | 15024040000  |
| Queixas     | Santa María | 802            | 19,84      | 40               | 309       | 15024050000  |
| Rodís       | San Martiño | 1.097          | 27,72      | 40               | 407       | 15024060000  |
| Xesteda     | Santa Comba | 317            | 14,10      | 22               | 318       | 15024030000  |

## Wirtschaft
| Ackerbau, Viehzucht und Fischerei                                                  | 0147  | 07,07  |
| Industrie                                                                          | 0553  | 026,59 |
| Bauwirtschaft                                                                      | 0240  | 011,54 |
| Dienstleistungsbetriebe                                                            | 1.140 | 054,81 |
| Total                                                                              | 2.080 | 100,00 |
| * Daten aus dem Statistischen Amt für Wirtschaftliche Entwicklung in Galicien, IGE |       |        |